# Corine Mauch
Corine Mauch (Iowa City, 28 de maio de 1960) é uma política social-democrata suíça. É a atual prefeita (em alemão: Stadtpräsident) de Zurique, a primeira mulher e a primeira pessoa abertamente lésbica a ser eleita prefeita da cidade.

## Vida pessoal e formação acadêmica

### Anos iniciais
Nasceu como uma dupla nacionalidade suíço-estadounidense, em Iowa City, no estado de Iowa, filha do engenheiro Samuel e da professora de química Ursula Mauch (nascida Widmer). Com dois irmãos mais novos, cresceu em Boston até os quatro anos de idade, onde seu pai era estudante de pós-graduação no Instituto de Tecnologia de Massachusetts (MIT). Na Suíça, passou sua infância em Oberlunkhofen, no cantão de Argóvia, com quase 500 habitantes, onde ela e seus irmãos eram as únicas crianças protestantes na escola.

### Sua mãe
Em 1979, sua mãe, Ursula Mauch, tornou-se a primeira mulher do cantão de Argóvia a ser eleita para o Conselho Nacional, a grande câmara do Parlamento suíço, do qual foi membro até 1995. De 1987 a 1995, ela também foi a primeira mulher líder de grupo parlamentar do Partido Social Democrata (SP) na Assembleia Federal.

### Estudo superior
De 1980 a 1988, estudou economia agrícola no Instituto Federal de Tecnologia de Zurique (ETH Zurique) e estudos chineses na Universidade de Zurique. De 1997 até 2000, cursou mestrado em ciências políticas e administrativas no Instituto de Estudos Avançados em Administração Pública (IDHEAP, em francês: Institut des hautes études en administration publique) da Universidade de Lausanne.

### Renúncia à cidadania
Iniciou o procedimento para renunciar à cidadania dos Estados Unidos, em 2012. Seu escritório confirmou relatos da mídia sobre a renúncia, em abril de 2013.

### Experiência profissional
De 1989 a 1993, foi responsável pelo lixo e o meio ambiente da cidade de Uster, no cantão de Zurique. De 1993 a 2000, trabalhou como assistente e assistente sênior no grupo de ecologia humana no Instituto Geográfico da ETH Zurique e, de 1995 a 1998, foi chefe do escritório da Sociedade Acadêmica Suíça para Pesquisa Ambiental e Ecologia (SAGUF). De 2002 a 2008, trabalhou como gerente de projeto no escritório Interface Political Studies, em Lucerna. De 2008 a 2009, foi gerente de projetos para avaliações e verificações de eficácia nos serviços parlamentares da Assembleia Federal.

### Relacionamento
Mora com sua parceira de longa data, a musicista Juliana Maria Müller, no bairro Unterstrass, em Zurique. Elas registraram sua união civil, em abril de 2014.

## Carreira política

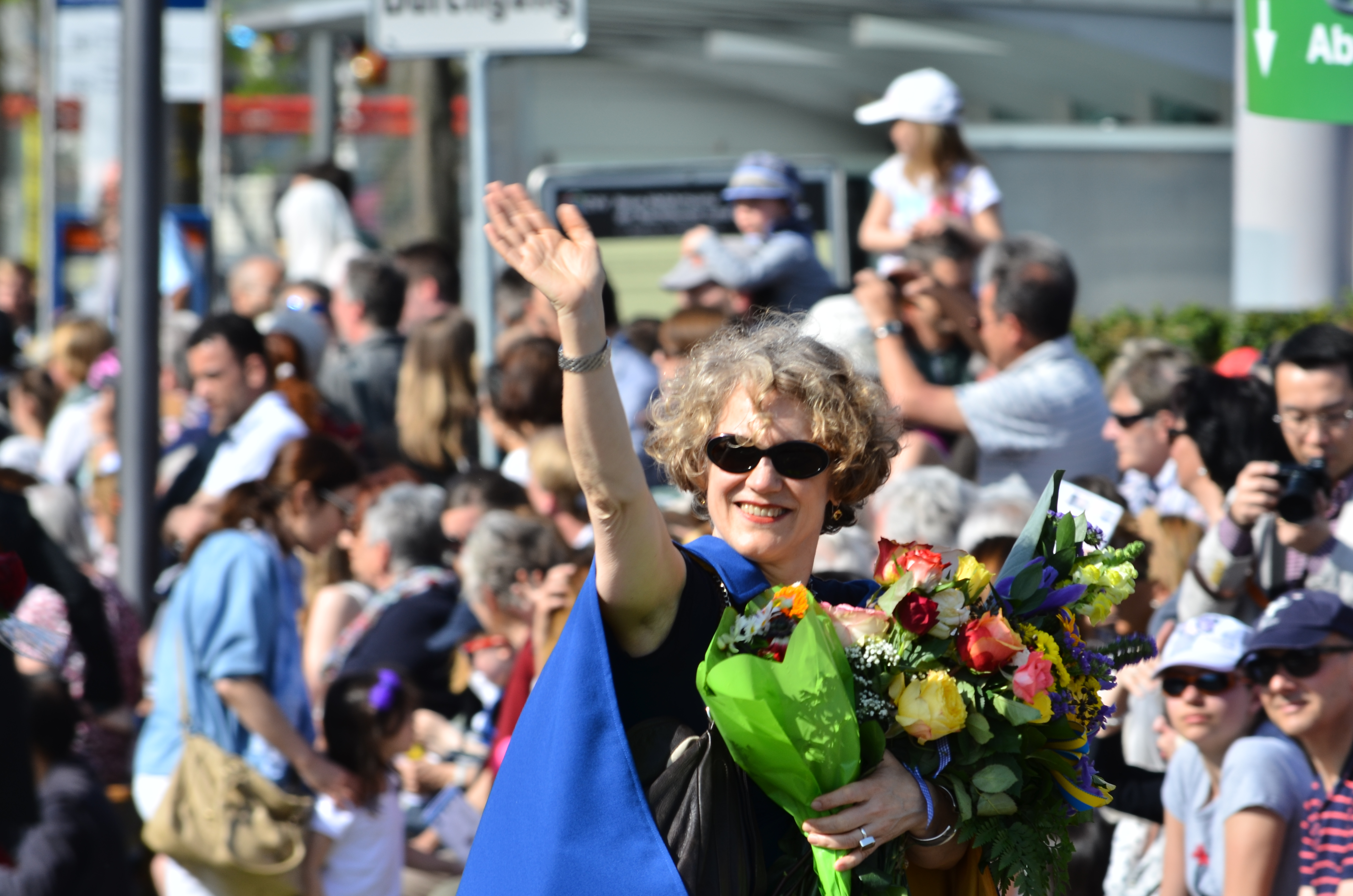
Durante o Festival da Primavera de Zurique (Sechseläuten), em 2015.

### Antes da Prefeitura de Zurique
De 1999 a 2009, foi vereadora de Zurique e presidente do Conselho fiscal entre 2006 e 2008. Entre 2002 e 2008, foi vice-presidente do grupo parlamentar municipal do partido Social Democrata (SP) e, entre 2008 e 2009, foi a presidente do mesmo grupo.

### Prefeitura de Zurique
Foi eleita prefeita, em março de 2009, após dez anos na Câmara Municipal. No primeiro turno da votação, terminou em segundo lugar, apenas 1 300 votos atrás de Kathrin Martelli, a candidata do Partido Democrático Radical (PRD). No segundo turno, recebeu 41 745 votos, derrotando Martelli por 58 a 42 por cento.
Foi reeleita, em fevereiro de 2014, com 48 608 votos. O outro candidato, Filippo Leutenegger, ficou em segundo lugar por mais de 16 000 votos.
Nas eleições de março de 2018, recebeu 63 139 votos e foi reeleita para mais um mandato, até 2022.